# Meghan Ory
Meghan Ory (Victoria, Columbia Británica; 20 de agosto de 1982) es una actriz canadiense de películas y series de televisión. Conocida por sus papeles como Caperucita Roja (Ruby) en la serie de ABC Once Upon a Time y su protagónico como Abby O'Brien en la serie de Hallmark Channel Chesapeake Shores (2016 - presente).

## Vida y carrera
Ory nació en Victoria, Columbia Británica, y asistió al Royal Oak Middle School y luego a la Escuela Secundaria Claremont. Después de recibir el Premio de Bellas Artes de Actuación del Royal Oak, en 1996, comenzó una carrera en la actuación. Su primer papel profesional fue en 1999 en la película de televisión Fox Family Channel The Darklings, frente a Suzanne Somers y Timothy Busfield. Hizo una aparición especial en la serie de televisión The Crow: Stairway to Heaven seguida, antes de que obtuviese su primer papel regular en la serie de TV de Fox Family, Higher Ground en el año 2000, junto a Hayden Christensen. Después de aparecer en la serie de MTV 2ge+her (2000), Ory se unió al elenco de la serie de televisión canadiense de Vampire High en 2001.
Ory continuó trabajando en televisión con apariciones como invitada en The Outer Limits, Dark Angel, Glory Days y Maybe It's Me. Apareció en las películas de televisión, Lucky 7 y National Lampoon's Thanksgiving Family Reunion en 2003, así como en las series de televisión Smallville, Life As We Know It,  The Collector, y Family Reunion en 2004. También en 2004, debutó en el cine con Decoys, dirigida por Matthew Hastings, con quien había trabajado previamente en Higher Ground y Vampire High.
Dentro de sus últimos papeles, encarna a Caperucita Roja (Ruby) en la serie Once Upon a Time, y trabaja también como coprotagonista de la serie Intelligence, junto a Josh Holloway.
También participó como protagonista principal en el filme americano de 2015 Dead Rising: Watchtower interpretando el papel de la superviviente Crsytal.
En el año 2016 participó en la serie canadiense Chesapeake Shores de género dramático, como protagonista, dando origen al personaje Abby O'Brien. Tuvo su estreno por el canal Hallmark Channel el 14 de agosto del mismo año, la serie fue renovada para una cuarta temporada de seis episodios que se estrenó el 25 de agosto de 2019, además se anunció una película spin-off para la televisión, de la cual ya se está trabajando.

## Filmografía

### Televisión
| Año       | Título           | Personaje                    | Notas        | Ref. |
| --------- | ---------------- | ---------------------------- | ------------ | ---- |
| 2011–2016 | Once Upon a Time | Ruby Lucas / Caperucita Roja | 46 episodios |      |